# Rhyothemis phyllis
Rhyothemis phyllis är en trollsländeart. Rhyothemis phyllis ingår i släktet Rhyothemis och familjen segeltrollsländor. IUCN kategoriserar arten globalt som livskraftig.

## Underarter
Arten delas in i följande underarter:
- R. p. aequalis
- R. p. apicalis
- R. p. beatricis
- R. p. chloe
- R. p. dispar
- R. p. ixias
- R. p. marginata
- R. p. obscura
- R. p. phyllis
- R. p. snelleni
- R. p. subphyllis
- R. p. vitellina

## Bildgalleri

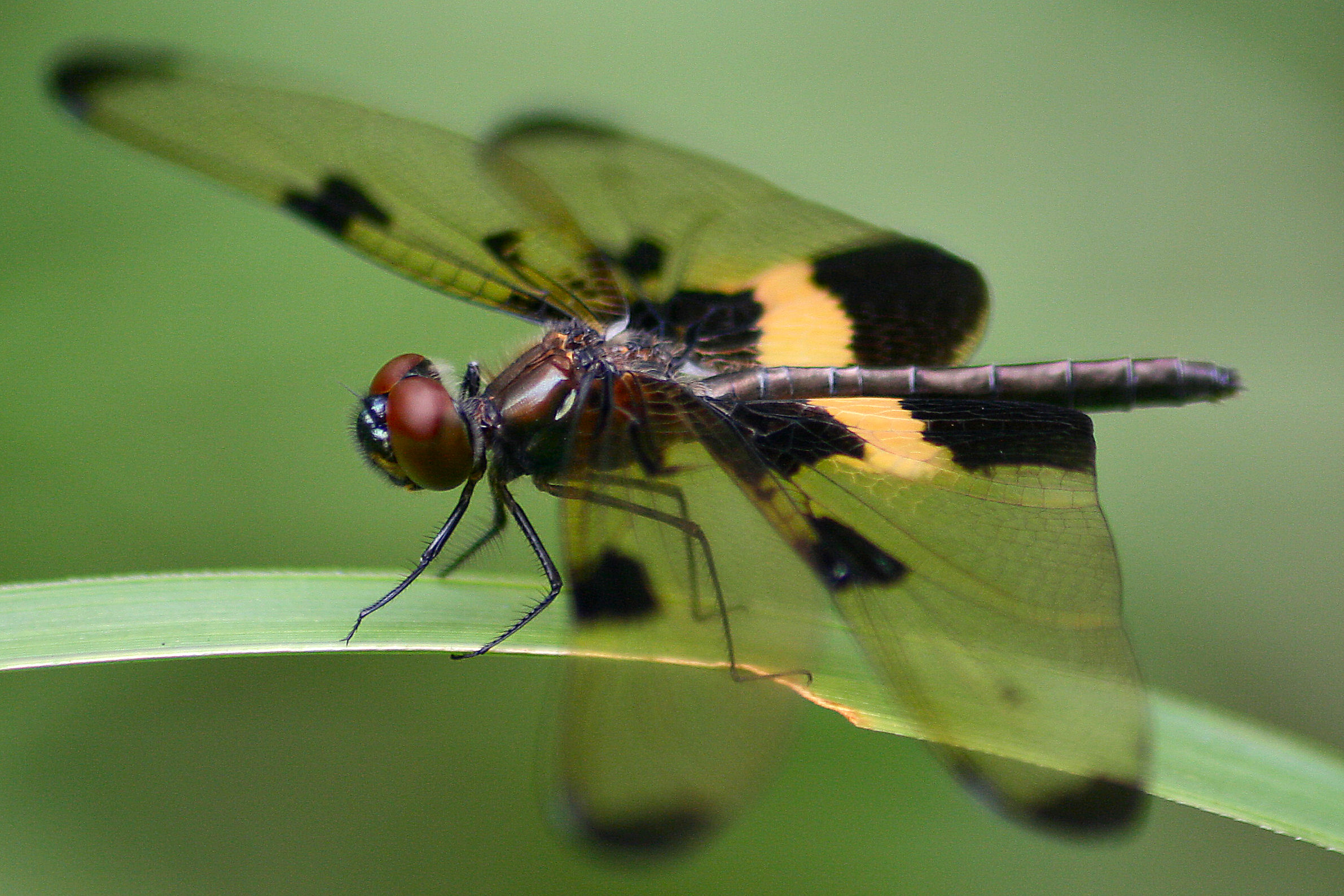
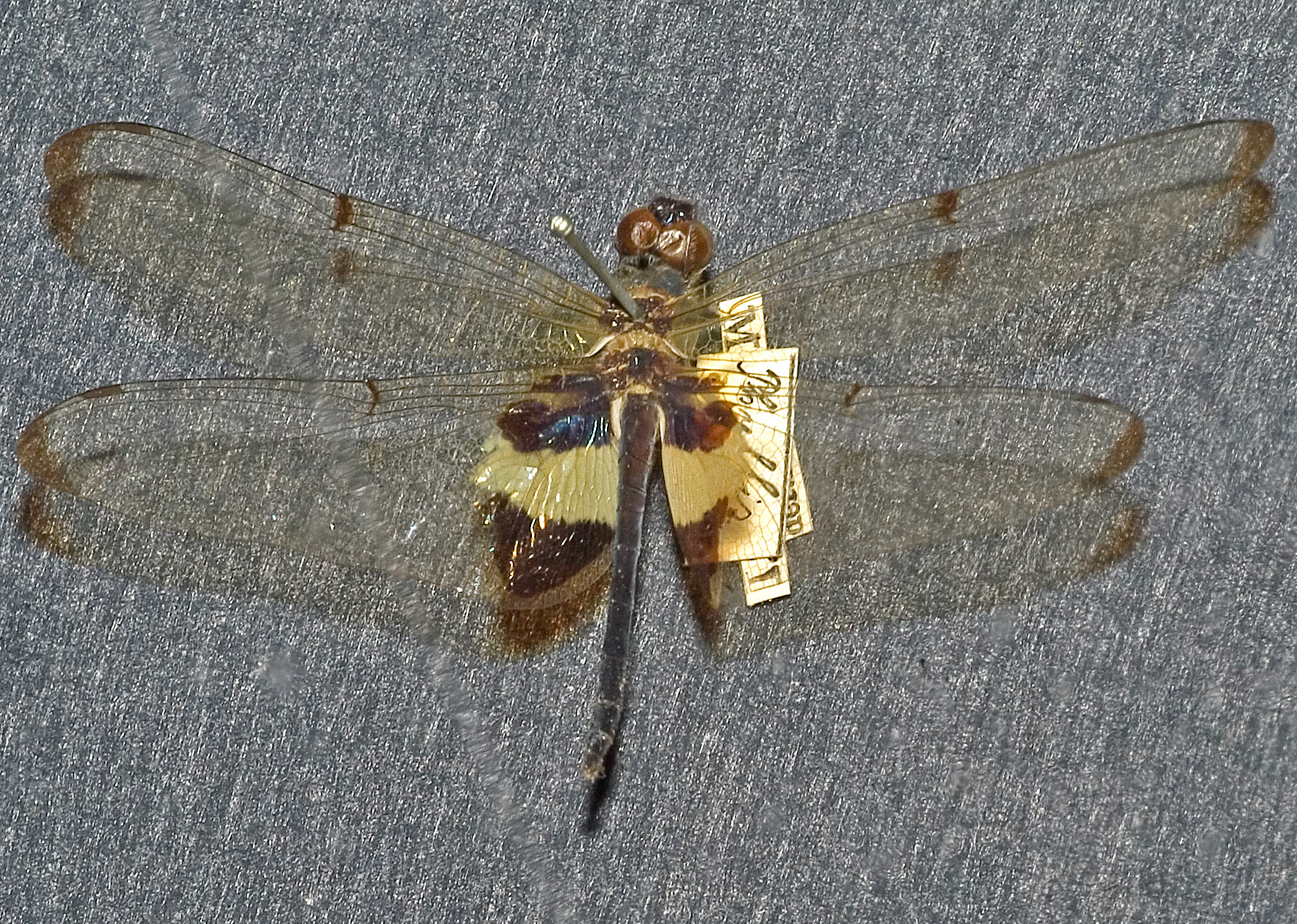
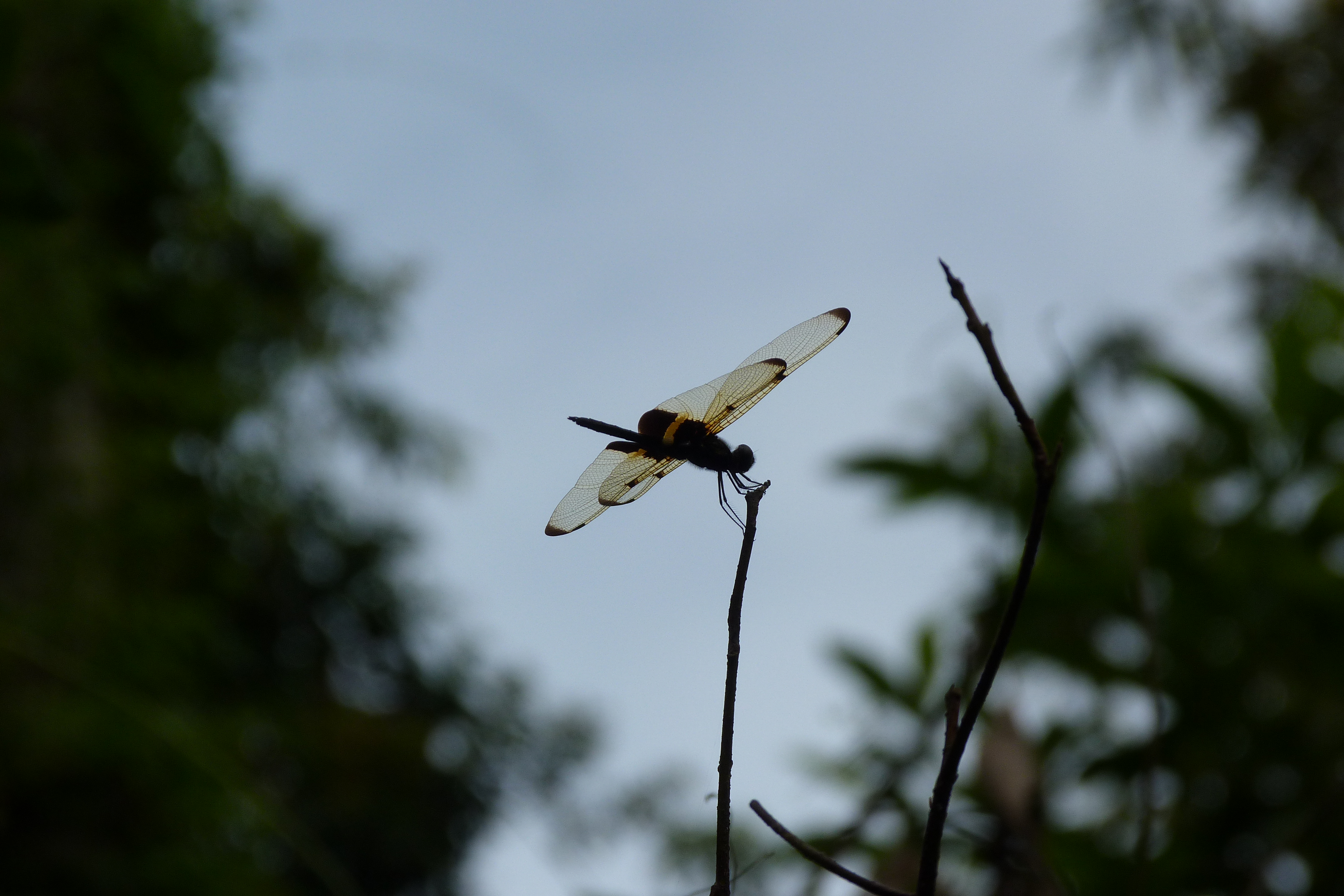